# Technețiu-99m

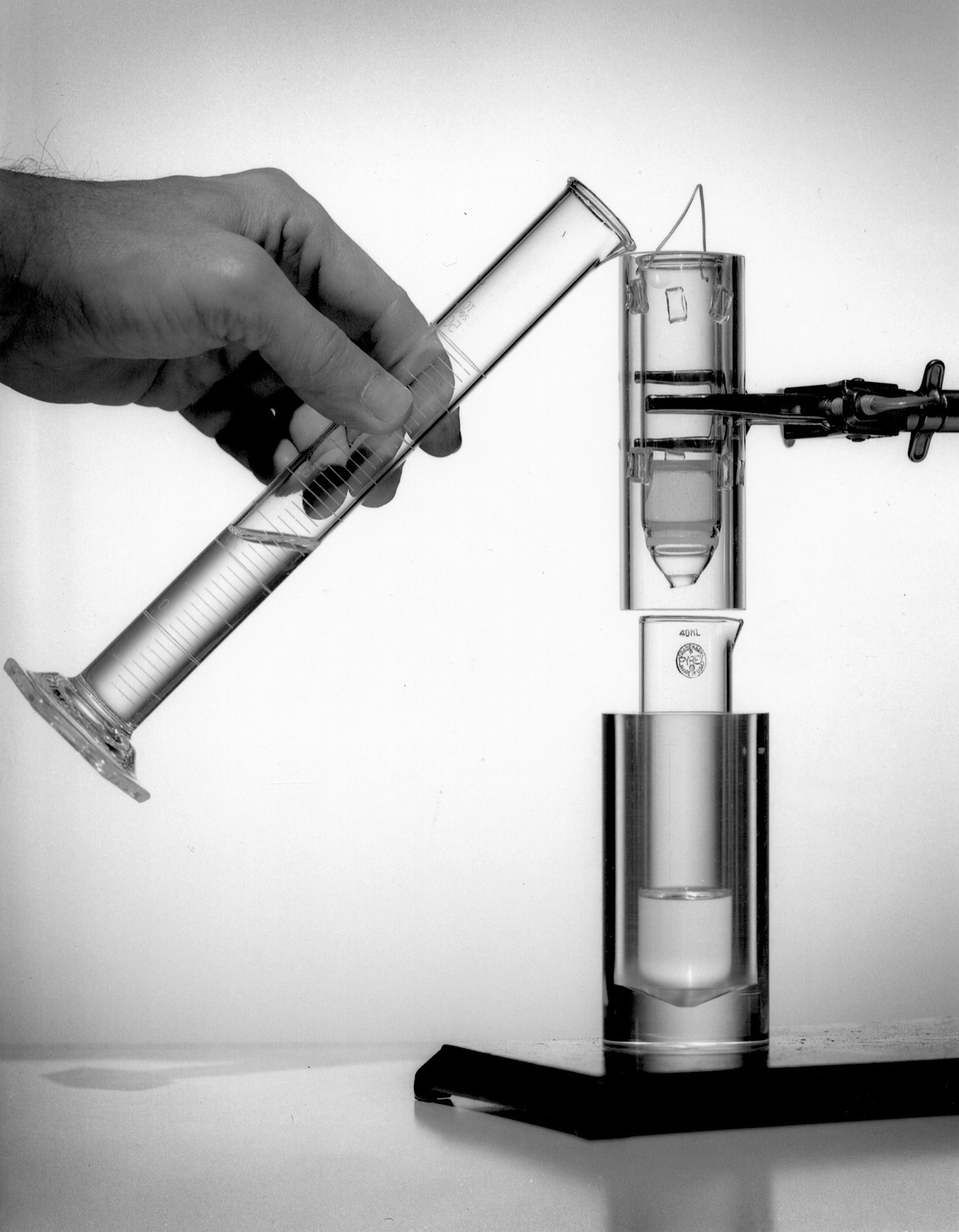
Primul generator de technețiu-99m (1958)

Technețiu-99m (99mTc) este cel mai utilizat radioizotop din lume și este un izomer nuclear metastabil al technețiu-99.
Încă de la începuturile sale, în 1958 (descoperit la Brookhaven National Laboratory, BGRR), acest izotop s-a dovedit foarte important pentru medicină.
Acest izotop este creat din izotopul molibden-99 și are un timp de înjumătățire de 6 de ore, permițând astfel transportul pe distanțe lungi dar și o eliminare rapidă din corpul uman. Izotopul Tc-99m este folosit în aproximativ 20 de milioane de proceduri în medicina nucleară (cum ar fi scanarea rinichilor sau a oaselor). Aproximativ 85% de proceduri de medicină nucleară se realizează cu acest izotop.
Izotopul  a fost utilizat prima dată la cartografierea sistemului circulator al unui om. Mai târziu, s-a descoperit că tumorile de pe creier și glanda tiroidă asimilează foarte ușor acest izotop, deci, a început utilizarea lui în diagnosticul tumorilor de tiroidă și creier. Datorită timpului de înjumătățire scurt și al faptului că se elimină ușor din organism, acest izotop este cel mai simplu, sigur și practic izotop utilizabil.
Chiar și în zilele noastre se găsesc noi întrebuințări pentru acest miraculos izotop care poate salva vieți dacă e utilizat cu atenție și cu știință. Este preferabil să se utilizeze acest izotop pentru diagnosticarea disfuncțiilor tiroidei decât a iodului 131 care rămâne pe toată durata existenței sale în tiroidă și, chiar dacă are un timp de înjumătățire scurt, poate cauza mai mult rău decât bine.
Disfuncțiile osoase se pot observa mai bine decât cu izotopii fosforului care totuși sunt utilizați încă în medicina nucleară.
Prepararea izotopului se face cu un generator de Technetiu-99m care conține un cilindru constituit dintr-o membrană poroasă umplut cu o sare de molibden-99. Peste acest cilindru se toarnă ser fiziologic sau apă distilată sterilă într-o anumită cantitate, pentru obținerea concentrației dorite. Soluția obținută se va steriliza prin autoclavizare apoi se va injecta intravenos pacientului.
Descoperitorii acestui izotop atât de utilizat, care a salvat multe vieți sunt Walter Tucker și Margaret Greene.